# Ermidelio Urrutia
Artikeln följer den spanska namnseden; faderns efternamn är Urrutia och moderns efternamn Quiroga.
Ermidelio Urrutia Quiroga, född den 25 augusti 1963 i Macagua Ocho, är en kubansk före detta basebollspelare som tog guld för Kuba vid olympiska sommarspelen 1992 i Barcelona. Detta var första gången baseboll var med vid olympiska sommarspelen, vilket innebär att Urrutia var med i laget som tog det första guldet i baseboll vid olympiska sommarspelen.